# Барышников, Иван Николаевич
Иван Николаевич Барышников (26 февраля 1900 — 13 ноября 1960) — российский и советский военный деятель, участник Гражданской и Великой Отечественной войн, командир 16-й танковой бригады, генерал-майор танковых войск (10.09.1943).

## Биография

### Начальная биография
Родился 26 февраля 1900 года в городе Грозный Грозненского округа Терской области (ныне Чеченская республика) в семье рабочего. Русский.
Отец повар, мать домохозяйка. Окончил 2-классное городское училище в Грозном (1911). С 14 лет работал в железнодорожном депо, на заводе «Молот» учеником токаря и подручным.
Член ВПК(б) с 1919 года (п/б № 01402444).
Образование. Окончил 2-ю Петроградскую кавшколу (1922), Новочеркасские ККУКС (1928), Тбилисские курсы войсковых хозяйственников (1931), Ленинградские БТ Курсы усовершенствования командного состава (1932), АКТУКС при Военной академии механизации и моторизации РККА  (1935), Курсы усовершенствования командного состава при Военной академии механизации и моторизации РККА  (1941), курсы при БТ и МВ имени Сталина (1948).

### Служба в армии
Служба в Красной армии. С октября красногвардеец Грозненского партизанского отряда самообороны. С июня 1918 года — красноармеец конной разведки Грозненского повстанческого отряда.
С ноября 1918 года — находился при штабе передвижения войск 11-й и 12-й армий Кавказского фронта в должностях среднего комначсостава. 
С февраля 1919 года — находился в спецкомандировке - на работе в предполье Грузии по организации коммунистических ячеек.
С июля 1920 по сентябрь 1922 года — курсант 2-й Петроградской кавалерийской школы.
С сентября 1922 года — командир взвода 2-го эскадрона 3-го кавалерийского полка отд. кавалерийской бригады. 
С июля 1923 г. - командир эскадрона 3-го кавалерийского полка отд. кавалерийской бригады. 
С августа 1924 года — командир и политрук эскадрона 65-го кавалерийского полка 2-й отд. Кавказской кавалерийской бригады.
С октября 1928 по сентябрь 1929 года —  слушатель Новочеркасских кавалерийских курсов усовершенствования комсостава РККА.
С сентября 1929 года — командир эскадрона 65-го кавалерийского полка 2-й отд. Кавказской кавалерийской бригады. 
С мая 1930 года — Заместитель командира 65-го кавалерийского полка по хозчасти 2-й отд. Кавказской кавалерийской бригады.
С мая по сентябрь 1932 года — слушатель Ленинградских бронетанковых курсов усовершенствования комсостава.
С сентября 1932 года — командир и комиссар 2-го механизированного дивизиона 2-й отд. Кавказской кавалерийской бригады.
С января по июль 1935 года — слушатель Академических курсов усовершенствования при Военной академии механизации и моторизации РККА им. И. В. Сталина.
Приказом НКО № 00416 от 07.1935 года назначен командиром 2-го механизированного дивизиона 2-й отд. Кавказской кавалерийской бригады.
С мая 1936 года — в распоряжении начальник Разведуправления РККА. В спецкомандировке в Испании.
Приказом НКО № 0383 от 04.1938 года назначен Помощником командира 14-й механизированной бригады по строевой части. 
С июля 1938 года — врид командира 14-й механизированной (с 1938 года — 34-й легкотанковой) бригады. Приказом НКО № 0181 от 01.1940 года назначен начальником АБТС 11-го стрелкового корпуса (Белорусского ОВО).
Приказом НКО № 01215 от 12.1940 года отправлен слушателем на Курсы усовершенствования высшего начсостава при Военной академии механизации и моторизации РККА им. И. В. Сталина.
Приказом НКО № 0087 от 05.1941 года назначен командиром 47-го танкового полка 29-й моторизованной дивизии 6-го мехкорпуса.

### В Великую Отечественную войну
В Великой Отечественной войне Иван Николаевич с первых дней. Корпус, который дислоцировался в Западном ОВО, принял первый бой в районе Гродно. Дальше – горечь поражения, окружение в Белостокском котле, отступление под огнём стремительно наступающего врага, ранение (15.9.1941).
Приказом НКО № 02449 от 09.1941 года назначен заместителем командира 122-й танковой бригады. 
С октября 1941 года — командир 16-й танковой бригады. 
С апреля 1942 года — и.д. Заместителя командующего 8-й армии по танковым войскам. 
С 19 февраля 1943 года — и.д. командующего БТ и МВ 8-й армии. Приказом НКО № 02363 от 04.1943 года утверждён в занимаемой должности.
С июня по июль 1943 года — слушатель Высшей военной академии им. К. Е. Ворошилова.
С 8 июля 1943 года — и.о. командующего БТ и МВ 54-й армии. Приказом НКО № 03526 от 10.1943 г. назначен Заместителем командующего 31-го танкового корпуса 1-й танковой армии. 
С 9 июля 1944 года — Заместитель командира 9-го мехкорпуса по строевой части.

### После войны
С 6 августа 1945 года — в резерве Центральной ГВ. С 8 февраля 1946 года - Командир 28-й механизированной дивизии.
С 15 июня 1948 по 3 мая 1949 года — слушатель Высших академических курсов при Высшей военной академии им. К. Е. Ворошилова.
С 26 апреля 1949 года командующий БТ и МВ 1-й ОКА. С 4 августа 1953 года —  командующий БТиМВ 5-й армии. С 25 января 1954 года — Помощник командующего 5-й армии по танковому вооружению.
С 20 декабря 1954 года — в распоряжении Главного управления кадров. В запасе с 26 апреля 1955 года. Умер в Ленинграде 13 ноября 1960 года Похоронен на Ново-Волковском кладбище, Санкт-Петербург.

## Награды
- Орден Ленина (21 февраля 1945)[2]
- Орден Красного Знамени (15 декабря 1943)[3]
- Орден Красного Знамени (25 августа 1944)[4]
- Орден Красного Знамени (20 июня 1949)[5]
- Орден Суворова II степени (6 апреля 1945)[6]
- Орден Кутузова II степени (31 мая 1945)[7] — за умелое и мужественное руководство боевыми операциями и за достигнутые в результате этих операций успехи в боях с немецко-фашистскими захватчиками[8]
- Орден Красной Звезды (16 августа 1936)[9]

- Медаль «За оборону Ленинграда» (22 декабря 1942)[10]
- Медаль «В ознаменование 100-летия со дня рождения Владимира Ильича Ленина» (6 апреля 1970)
- Медаль «За победу над Германией в Великой Отечественной войне 1941—1945 гг.» (9 мая 1945[11])[12]
- Медаль «За освобождение Праги» (9 июня 1945)[13]
- Медаль «За взятие Берлина» (9 июня 1945)[14]
- Медаль «XX лет РККА»
- Юбилейная медаль «30 лет Советской Армии и Флота»[15]
- Юбилейная медаль «40 лет Вооружённых Сил СССР»[16]

- Чехословацкий Военный крест 1939 г. (1945).

## Память
- Его имя увековечено в Главном Храме Вооружённых сил России, и навсегда запечатлено на мемориале «Дорога памяти»
- На могиле установлен надгробный памятник